# Interleukin-21
Interleukin-21 (IL-21) ist ein Interleukin, welches bei Menschen durch das IL21-Gen codiert wird.
Interleukin-21 ist ein Zytokin mit bedeutenden regulatorischen Effekten auf Zellen des Immunsystems, darunter natürliche Killerzellen (NK-Zellen), B-Zellen und zytotoxische T-Zellen, die mit Viren infizierte oder Krebszellen zerstören können. Dieses Zytokin induziert Zellteilung und -wachstum in seinen Zielzellen.

## Gen
Das menschliche IL-21-Gen ist etwa 8,43 kb groß und an Chromosom 4 und 180 kb des IL-2-Gens gebunden. Das mRNA-Produkt ist 616 Nukleotide lang.

## Verteilung in Geweben und Zellen
IL-21 findet sich in aktivierten menschlichen CD4+ T-Zellen, aber nicht in den meisten anderen Geweben. Zudem ist IL-21 das Hauptzytokin für T follikuläre Helferzellen hat wichtige Effekte in der B Zellproliferation, Antikörperinduktion und -maturation. Weiterhin wird IL-21 in natürlichen Killer-T-Zellen (NK-T-Zellen) gebildet und reguliert deren Funktion.
Interleukin-21 wird auch von Krebszellen des Hodgkin-Lymphoms (HL) gebildet. Diese Beobachtung könnte einen Großteil des Verhaltens von klassischen Hodgkin-Lymphomen erklären, einschließlich der Ansammlungen von anderen Immunzellen um HL-Zellen in Zellkulturen. IL-21 steht damit im Fokus bei der Erforschung von potenziellen Behandlungsansätzen oder zumindest der Entwicklung eines Tests auf HL.

## Klinische Bedeutung

### Allergien
IL-21R-Knockout-Mäuse zeigen höhere Niveaus von IgE und geringere von IgG1 als Wildtyp-Mäuse, nachdem sie dem Antigen ausgesetzt waren. Die IgE-Niveaus gingen nach Injektion von IL-21 zurück. Dies ist bedeutend für die Rolle, die IL-21 bei der Kontrolle allergischer Reaktionen spielt, und zwar wegen der Rolle von IgE bei Typ-1-Überempfindlichkeitsreaktionen. Mit IL-21 wurden Therapieversuche durchgeführt, um allergische Reaktionen zu vermindern. Es konnte gezeigt werden, dass damit proinflammatorische Zytokine, die von T-Zellen produziert werden, vermindert werden konnten, und bei an allergischer Rhinitis (allergischem Schnupfen) leidenden Mäusen konnten ebenfalls IgE Niveaus gesenkt werden. Eine Studie an Mäusen mit Erdnuss-Allergie zeigte, dass die systemische Behandlung mit IL-21 der allergischen Reaktion effektiv entgegenwirkte. Dies hat große Bedeutung für die pharmakologische Entwicklung von IL-21-basierten Medikamenten gegen lokale und systemische Allergien.

### Immuntherapie bei Krebs
IL-21 wurde für klinische Versuche der Phase 1 bei Patienten mit metastasierenden Melanomen (MM) und Nierenzellkarzinom (renal cell carcinoma, RCC) freigegeben. Es wurde dafür den Behörden gegenüber mit lediglich grippeartigen Nebenwirkungen als sicher genug dargestellt. Dosis-limitierende Toxizität wurde über geringe Anzahlen von Lymphozyten, Neutrophilen und Thrombozyten sowie anhand der Leberwerte ermittelt. Nach den Kriterien für Behandlungseffekte bei festen Tumoren (Response Evaluation Criteria in Solid Tumors, RECIST) zeigten 2 von 47 MM-Patienten und 4 von 19 RCC-Patienten umfassende oder teilweise Effekte. Weiterhin wurden Anstiege von Perforin, Granzym B, IFN-γ und CXCR3 mRNA in peripheren NK-Zellen und CD8+ T-Zellen festgestellt. Dies legt nahe, dass IL-21 die CD8+-Effektor-Funktionen fördert und hierdurch zu einer Anti-Tumor-Antwort führt. Mit IL-21 wurden danach zu Klinische Studien der Phase 2 durchgeführt, wo es alleine oder im Verbund mit Medikamenten wie Sorafinib und Rituximab verabreicht wurde.

### Virusinfektionen
IL-21 ist möglicherweise ein kritischer Faktor bei der Kontrolle persistenter Virusinfektionen. IL-21- (oder IL-21R-) Knockout-Mäuse, die mit dem Virus der chronischen Lymphozytischen Choriomenginitis (LCM-Virus, LCMV) infiziert waren, konnten diesen im Gegensatz zu Wildtyp-Mäusen nicht loswerden. Außerdem zeigten diese Knockout-Mäuse mit beschädigtem IL-21-Signalweg weitaus dramatischere Ausschüttungen von LCMV-spezifischen, zytotoxischen T-Zellen, was nahelegt, dass von CD4+-T-Helferzellen produziertes IL-21 für nachhaltige CD8+-Effektoraktivität der T-Zellen nötig ist. Es ist somit wahrscheinlich, dass IL-21 am Mechanismus beteiligt ist, mit dem CD4+-T-Helferzellen die Antwort des Immunsystems auf virale Infektionen orchestrieren.
Von HIV-Infizierten wurde berichtet, dass IL-21 die HIV-spezifische, zytotoxische Antwort der T-Zellen, sowie die NK-Zellen-Funktion verbessert. Es konnte auch gezeigt werden, dass HIV-spezifische CD4-T-Zellen von Langzeitstabilen (seltene Fälle, bei denen sich die AIDS-Erkrankung nicht ausbildet, obwohl sie nicht behandelt werden) in der Lage sind, signifikant mehr IL-21 zu produzieren als die Mehrzahl der Menschen. Zudem wurden bei den Langzeitstabilen häufiger IL-21-produzierende, virusspezifische CD8-T-Zellen gefunden. Diese Daten und die Tatsache, dass IL-21-stimulierte CD8- oder NK-Zellen in der Lage waren, die Virusreplikation von HIV in vitro zu unterbinden zeigen, dass dieses Zytokin möglicherweise für Anti-HIV-Therapeutika genutzt werden kann.

## Weitere Literatur
- Sivakumar PV, Foster DC, Clegg CH: Interleukin-21 is a T-helper cytokine that regulates humoral immunity and cell-mediated anti-tumour responses. In: Immunology. 112. Jahrgang, Nr. 2, 2004, S. 177–82, doi:10.1111/j.1365-2567.2004.01886.x, PMID 15147560, PMC 1782493 (freier Volltext).
- Leonard WJ, Spolski R: Interleukin-21: a modulator of lymphoid proliferation, apoptosis and differentiation. In: Nat. Rev. Immunol. 5. Jahrgang, Nr. 9, 2005, S. 688–98, doi:10.1038/nri1688, PMID 16138102.
- Brandt K, Singh PB, Bulfone-Paus S, Rückert R: Interleukin-21: a new modulator of immunity, infection, and cancer. In: Cytokine Growth Factor Rev. 18. Jahrgang, Nr. 3–4, 2007, S. 223–32, doi:10.1016/j.cytogfr.2007.04.003, PMID 17509926.
- Flores I, Casaseca T, Martinez-A C, et al.: Phosphatidic acid generation through interleukin 2 (IL-2)-induced alpha-diacylglycerol kinase activation is an essential step in IL-2-mediated lymphocyte proliferation. In: J. Biol. Chem. 271. Jahrgang, Nr. 17, 1996, S. 10334–40, doi:10.1074/jbc.271.17.10334, PMID 8626603.
- Vosshenrich CA, Di Santo JP: Cytokines: IL-21 joins the gamma(c)-dependent network? In: Curr. Biol. 11. Jahrgang, Nr. 5, 2001, S. R175–7, doi:10.1016/S0960-9822(01)00087-2, PMID 11267886.
- Asao H, Okuyama C, Kumaki S, et al.: Cutting edge: the common gamma-chain is an indispensable subunit of the IL-21 receptor complex. In: J. Immunol. 167. Jahrgang, Nr. 1, 2001, S. 1–5, PMID 11418623 (jimmunol.org).
- Strengell M, Sareneva T, Foster D, et al.: IL-21 up-regulates the expression of genes associated with innate immunity and Th1 response. In: J. Immunol. 169. Jahrgang, Nr. 7, 2002, S. 3600–5, PMID 12244150.
- Strausberg RL, Feingold EA, Grouse LH, et al.: Generation and initial analysis of more than 15,000 full-length human and mouse cDNA sequences. In: Proc. Natl. Acad. Sci. USA. 99. Jahrgang, Nr. 26, 2003, S. 16899–903, doi:10.1073/pnas.242603899, PMID 12477932, PMC 139241 (freier Volltext).
- Zhang JL, Foster D, Sebald W: Human IL-21 and IL-4 bind to partially overlapping epitopes of common gamma-chain. In: Biochem. Biophys. Res. Commun. 300. Jahrgang, Nr. 2, 2003, S. 291–6, doi:10.1016/S0006-291X(02)02836-X, PMID 12504082.
- Strengell M, Matikainen S, Sirén J, et al.: IL-21 in synergy with IL-15 or IL-18 enhances IFN-gamma production in human NK and T cells. In: J. Immunol. 170. Jahrgang, Nr. 11, 2003, S. 5464–9, PMID 12759422.
- Brandt K, Bulfone-Paus S, Foster DC, Rückert R: Interleukin-21 inhibits dendritic cell activation and maturation. In: Blood. 102. Jahrgang, Nr. 12, 2004, S. 4090–8, doi:10.1182/blood-2003-03-0669, PMID 12893770.
- Sivori S, Cantoni C, Parolini S, et al.: IL-21 induces both rapid maturation of human CD34+ cell precursors towards NK cells and acquisition of surface killer Ig-like receptors. In: Eur. J. Immunol. 33. Jahrgang, Nr. 12, 2004, S. 3439–47, doi:10.1002/eji.200324533, PMID 14635054.
- Pène J, Gauchat JF, Lécart S, et al.: Cutting edge: IL-21 is a switch factor for the production of IgG1 and IgG3 by human B cells. In: J. Immunol. 172. Jahrgang, Nr. 9, 2004, S. 5154–7, PMID 15100251.
- Strengell M, Julkunen I, Matikainen S: IFN-alpha regulates IL-21 and IL-21R expression in human NK and T cells. In: J. Leukoc. Biol. 76. Jahrgang, Nr. 2, 2004, S. 416–22, doi:10.1189/jlb.1003488, PMID 15178704.
- Zhang SQ, Chen B, Luo X, Xu CZ: [Cloning and expression of human interleukin-21 cDNA in E.coli]. In: Xi Bao Yu Fen Zi Mian Yi Xue Za Zhi. 20. Jahrgang, Nr. 4, 2005, S. 406–9, PMID 15207081.
- Gerhard DS, Wagner L, Feingold EA, et al.: The status, quality, and expansion of the NIH full-length cDNA project: the Mammalian Gene Collection (MGC). In: Genome Res. 14. Jahrgang, 10B, 2004, S. 2121–7, doi:10.1101/gr.2596504, PMID 15489334, PMC 528928 (freier Volltext).
- Ozaki K, Spolski R, Ettinger R, et al.: Regulation of B cell differentiation and plasma cell generation by IL-21, a novel inducer of Blimp-1 and Bcl-6. In: J. Immunol. 173. Jahrgang, Nr. 9, 2004, S. 5361–71, PMID 15494482.
- Mehta DS, Wurster AL, Weinmann AS, Grusby MJ: NFATc2 and T-bet contribute to T-helper-cell-subset-specific regulation of IL-21 expression. In: Proc. Natl. Acad. Sci. U.S.A. 102. Jahrgang, Nr. 6, 2005, S. 2016–2021, doi:10.1073/pnas.0409512102, PMID 15684054, PMC 548571 (freier Volltext).